# June Pointer
June Antoinette Pointer Whitmore (ur. 30 listopada 1953 w Oakland, zm. 11 kwietnia 2006 w Los Angeles) – amerykańska wokalistka grająca w zespole The Pointer Sisters. Była najmłodszą z czterech sióstr Pointer. Zmarła na nowotwór.